# Диалект Шанжао
Диалект Шанжао, также известный как Шанжаоцзян (上饶腔, shàngráoqiāng), является местным диалектом городского округа Шанжао в провинции Цзянси и близлежащих регионов, принадлежащих к юго-западным диалектам провинции Чжэцзян. Он относится к верхнему поддиалекту языка У.

## Исторический контекст и географическое расположение
Город Шанжао расположен в северо-восточной части провинции Цзянси, Китай, и известен как «перекрёсток четырёх провинций», граничащий с Чжэцзян на востоке, Фуцзянь на юге и Аньхой на севере. Общая площадь города составляет 22,79 тысячи квадратных километров, а население — 6,6 миллиона человек.
В древности Шанжао принадлежал к Янчжоу и во времена весны и осени был территорией У и Юэ. С момента установления округа Поян во времена Восточной Ханьской династии (разделение земель юйчжанского округа для создания округа Шанжао) прошло более 1700 лет. Диалект Шанжао имеет долгую историю и принадлежит к системе языка У, характеризующейся мягкими и плавными звуками.

## Лингвистические особенности
Диалект Шанжао делится на три основные языковые группы:
- Язык У: Городской округ Шанжао, Юйшань и Гуанфэн.
- Язык Гань: Цяньшань, Хэнфэн, Иян, Югань, Поян и Ваньнянь.
- Язык Хуичжоу: Вуюань и Дэхин.

Кроме того, в Шанжао есть деревни, где говорят на языках миньнань и хакка, но в основном они ассимилированы диалектами У и Гань.

### Существительные, глаголы и прилагательные
Диалект Шанжао богат разнообразием существительных, глаголов и прилагательных. Вот некоторые примеры:
«太阳» (tàiyáng) — «捏头» (niē tóu)
«月亮» (yuèliàng) — «捏光» (niē guāng)
«правая рука» — «顺手» (shùn shǒu)
«левая рука» — «板手» (bǎn shǒu)
«кухонный нож» — «白刀» (bái dāo)
«мотоцикл» — «马达车» (mǎdá chē)
«ручная тележка» — «平车» (píng chē)
«угол» — «旮旯头» (gā lán tóu)
«светло (утро)» — «天光了» (tiān guāng le)
«совсем темно» — «乌东东» (wū dōng dōng)
«сегодня» — «今朝» (jīn zhāo)
«завтракать» — «吃天光» (chī tiān guāng)
«обедать» — «吃安昼» (chī ān zhòu)
«ужинать» — «吃黄昏» (chī huánghūn)

### Звукоподражательные слова и образные выражения
Диалект Шанжао включает в себя множество звукоподражательных слов и образных выражений:
«膝盖» (xīgài) — «猫眯头» (māo mī tóu) (голова моргающего кота)
«灵魂» (línghún) — «魂灵» (hún líng)
«桌子» (zhuōzi) — «台盘» (tái pán) (поднос)
«墙壁» (qiángbì) — «奖呗» (jiǎng bèi) (награда)
«扫把» (sàobǎ) — «条酒» (tiáo jiǔ) (полоса вина)
«学校» (xuéxiào) — «哈堂» (hā táng) (смеющийся зал)
«剪刀» (jiǎndāo) — «高剪» (gāo jiǎn) (высокие ножницы)
«窗子» (chuāngzi) — «窗盘» (chuāng pán) (оконный поднос)
«厕所» (cèsuǒ) — «茅司» (máo sī) (соломенный офис)
«被子» (bèizi) — «闭乌» (bì wū) (закрытый темный)

### Специфические выражения и сленг
Диалект Шанжао содержит уникальные выражения и сленговые слова:
«晓不得» (xiǎo bù dé) — «не знать»
«打乱话» (dǎ luàn huà) — «говорить вздор»
«自己的» (zìjǐ de) — «свой собственный»
«骂人话» (mà rén huà) — «ругательства»
«白菜杆» (báicài gǎn) — человек, который любит хвастаться или считает себя лучше других
«轻飘飘» (qīng piāo piāo) — «делать что-то легко»
«贼别怪» (zéi bié guài) — «быть глупым»
«社鱼学吃草» (shè yú xué chī cǎo) — «быть новичком, начинать все с нуля»
Полное собрание и систематизация диалекта представляют значительную сложность из-за того, что некоторые слова невозможно точно передать с помощью пиньиня и их можно освоить только через практику.

### Фонетические особенности
Диалект Шанжао обладает следующими фонетическими особенностями:
- Отсутствие различий между плоскими и свернутыми языковыми звуками: Например, слова «事» (shì) и «诗» (shī), «三» (sān) и «山» (shān) произносятся похоже.
- Отсутствие различий между передними и задними носовыми звуками: Например, слова «音» (yīn) и «英» (yīng) произносятся похоже.
- Звуки с начальным согласным «R» произносятся как «y» или «ny»: Например, слова «人» (rén), «仁» (rén), «肉» (ròu), «日» (rì), «荣» (róng).